# Grandcamp-Maisy
Grandcamp-Maisy è un comune francese di 1 779 abitanti situato nel dipartimento del Calvados nella regione della Normandia.

## Società

### Evoluzione demografica
Abitanti censiti

## Amministrazione

### Gemellaggi
- Kindsbach, Germania, dal 1981